# 佩列杜伊河
佩列杜伊河是俄羅斯的河流，屬於勒拿河的左支流，由薩哈共和國負責管轄，河道全長398公里，流域面積約14,300平方公里，發源自勒拿高原，河水主要來自融雪。